# Кипар на Европском првенству у атлетици на отвореном 2014.
Кипар је учествовао на 22. Европском првенству у атлетици на отвореном 2014. одржаном у Цириху од 12. до 17. августа. Ово је 11. европско првенство у атлетици на отвореном на којем је Кипар учествовао. Репрезентацију Кипара представљало је седам спортиста (4 мушкарца и 3 жена) који су се такмичили у седам дисциплине.
На овом првенству представници Кипара нису освојили ниједну медаљу, а постигнут је један национални рекорд за млађе сениоре.

## Учесници
| Мушкарци: - Амин Кхадири — 1.500 м - Милан Трајковић — 110 м препоне - Никандрос Стилијану — Скок мотком - Апостолос Парелис — Бацање диска | Жене: - Рамона Папајаону — 100 м, 200 м - Нектарија Панаји — Скок удаљ - Андроники Лада — Бацање диска |  |

## Резултати

### Мушкарци
| Атлетичар           | Дисциплина    | Лични рекорд | Квалификације | Квалификације | Полуфинале           | Полуфинале           | Финале               | Финале               | Детаљи |
| Атлетичар           | Дисциплина    | Лични рекорд | Резултат      | Место         | Резултат             | Место                | Резултат             | Место                | Детаљи |
| ------------------- | ------------- | ------------ | ------------- | ------------- | -------------------- | -------------------- | -------------------- | -------------------- | ------ |
| Амин Кхадири        | 1.500 м       | 3:39,78      | 3:50,15       | 15. у гр. 1   |                      |                      | Није се квалификовао | 28 / 31 (32)         |        |
| Милан Трајковић     | 110 м препоне | 13,65 НР     | 13,78 НУР     | 7. у гр. 2    | Није се квалификовао | Није се квалификовао | Није се квалификовао | 24 / 30 (32)         |        |
| Никандрос Стилијану | Скок мотком   | 5,52         | Без пласмана  | Без пласмана  |                      |                      | Није се квалификовао | Није се квалификовао |        |
| Апостолос Парелис   | Бацање диска  | 65,36 НР     | 60,32         | 8. у гр. А    | Није се квалификовао | 16 / 26 (30)         |                      |                      |        |

### Жене
| Атлетичарка      | Дисциплина   | Лични рекорд | Квалификације | Квалификације | Полуфинале            | Полуфинале            | Финале                | Финале                | Детаљи |
| Атлетичарка      | Дисциплина   | Лични рекорд | Резултат      | Место         | Резултат              | Место                 | Резултат              | Место                 | Детаљи |
| ---------------- | ------------ | ------------ | ------------- | ------------- | --------------------- | --------------------- | --------------------- | --------------------- | ------ |
| Рамона Папајаону | 100 м        | 11,46        | 11,53         | 5. у гр. 3    | Није се квалификовала | Није се квалификовала | Није се квалификовала | 26 / 36 (37)          |        |
| Рамона Папајаону | 200 м        | 23,44        | 23,70 кв      | 6. у гр. 5    | Није завршила трку    | Није завршила трку    | Није се квалификовала | Није се квалификовала |        |
| Нектарија Панаји | Скок удаљ    | 6,56         | 6,12          | 13. у гр. Б   |                       |                       | Нису се квалификовале | 24 / 27 (28)          |        |
| Андроники Лада   | Бацање диска | 56,69 НР     | 52,18         | 9. у гр. Б    | 16 / 26 (30)          |                       | Нису се квалификовале |                       |        |